# 프란시스코 예스테
프란시스코 "프란" 하비에르 예스테 나바로(스페인어: Francisco "Fran" Javier Yeste Navarro, 1979년 12월 6일, 바스크 주 바사우리 ~)는 스페인의 전직 축구 선수로, 현역 시절 공격형 미드필더나 좌측 미드필더로 활약했으며, 현재 감독이다.
그는 현역 11년을 아틀레틱 빌바오에서 보냈고,(유소년부 시절까지 합치면 19년) 총 353번의 공식 경기에 출전해 59골을 기록했다.

## 클럽 경력

### 아틀레틱 빌바오
비스카이아 도 바사우리에서 출생해 아틀레틱 빌바오의 유소년부인 레사마를 졸업한 예스테는 1999년 2월 7일에 0-2로 패한 라싱 산탄데르 원정 경기에서 90분을 소화하며 1군 신고식을 치렀다. 그는 그 시즌과 그 다음 시즌에 도합하여 13경기 더 출전하였고, 같은 기간 그는 주로 2군 소속으로 주로 활약했다.
2000-01 시즌을 기점으로, 예스테는 1군의 주전으로 활약했는데, 그 시즌에 라 리가에서 6골을 기록했는데, 특히 4-0으로 이긴 2000년 12월 10일 오비에도와의 안방 경기에서는 2골을 넣었다. 2003-04 시즌에 주전으로 활약하던 그는 스페인 국가대표팀에 차출되었지만, 신고식을 치르지는 못했다. 그는 이 시즌에 개인 최다인 11골을 기록해 바스크 연고 구단이 리그를 5위로 마감해 UEFA컵에 진출케 했다.
부상으로 선수단이 고전하던 예스테는 꾸준히 출전하였는데, 2006-07 시즌에 전 경기 출전하여 5골을 기록했는데, 아틀레틱은 17위로 간신히 강등을 면했다. 성질이 불안정한 선수로, 그는 2007년과 2009년 사이 5차례 퇴장당했고, 경고도 14번 받았는데, 예를 들면 2-5로 패한 레알 마드리드와의 안방 경기에서는 이케르 카시야스를 밀어 퇴장당했었다.
예스테는 2009-10 시즌에 불규칙적으로 출전했는데, 호아킨 카파로스 감독이 그를 1달 넘게 퇴출한 적도 있었다. 2010년 3월 25일 복귀전인 0-2로 패한 아틀레티코 마드리드 원정 경기에서, 그는 또 경고를 받았다. 5월 21일, 계약이 만료되면서, 그는 대변인을 통해 구단을 떠날 것임을 발표했다.

### 아랍에미리트
2010년 6월 19일, 예스테는 알 와슬과 2년 계약을 체결했다. 이듬해 3월, 알 아인과의 에티살라트 에미리트 컵 준결승전에서 50분 전에 상대가 선제골을 넣고(49:27) 자축할 때, 그는 중앙에서 바로 득점으로 연결해 네덜란드 언론사 푸트발 스테일(Voetbal Stijl)은 이 골을 “축구 역사상 최단 시간 동점골”로 묘사했다.(49:54).
득점의 적법성과 관련된 논란이 있었는데, 예스테는 중앙 원에서 기다리던 동료 선수에게 공을 넘기지 않고, 차 넣었기 때문이었지만, 유효한 골이 되었는데, 공이 골문으로 들어가기 전에 지면에 떨어졌고, 중앙 원에 알 아인 선수도 한 명 있었기 때문이었다.

### 말년
2011년 7월, 예스테는 그리스 리그를 우승한 올림피아코스에 입단해 전 아틀레틱 빌바오 감독 에르네스토 발베르데와 재회했다. 2012년 1월 17일, 그는 상호 계약을 해지했고, 이튿날에 아랍에미리트 무대로 복귀해 바니야스와 6개월 계약했다.

## 수상
바스코니아
- 테르세라 디비시온: 1997–98

아틀레틱 빌바오
- 코파 델 레이 준우승: 2008–09
- 수페르코파 데 에스파냐 준우승: 2009

올림피아코스
- 수페르리가 엘라다: 2011–12

스페인 U-20
- 세계 청소년 축구 선수권 대회: 1999[18]